# Georg Schmelzer
Georg Schmelzer (* 5. November 1897 in Gols; † 20. Jänner 1967 ebenda) war ein österreichischer Politiker (ÖVP) und Landwirt. Er war von 1949 bis 1953 Abgeordneter zum Burgenländischen Landtag.

## Leben
Schmelzer wurde als Sohn des Weinbauers Matthias Schmelzer geboren und besuchte die Volksschule in Gols. Er arbeitete in der Folge als Landwirt im elterlichen Betrieb und kämpfte zwischen 1915 und 1918 im Ersten Weltkrieg. 1924 übernahm er den elterlichen weinbäuerlichen Betrieb und dehnte ihn aus. Ab 1939 war er für einige Monate in der Wehrmacht eingesetzt, danach war er wieder in seinem Betrieb tätig. Schmelzer ging 1952 in den Ruhestand.
Schmelzer war verheiratet.

## Politik
Er fungierte von 1945 bis 1946 sowie zwischen 1949 und 1958 als Bürgermeister von Gols und vertrat die ÖVP zwischen dem 4. November 1949 und dem 19. März 1953 im Burgenländischen Landtag. Zudem war er Mitglied des Bauernbundes.

## Auszeichnungen
- 1957 wurde ihm der Berufstitel Ökonomierat verliehen.